# Lotononis macrocarpa
Lotononis macrocarpa är en ärtväxtart som beskrevs av Christian Friedrich Frederik Ecklon och Carl Ludwig Philipp Zeyher. Lotononis macrocarpa ingår i släktet Lotononis och familjen ärtväxter. Inga underarter finns listade i Catalogue of Life.